# Tüdevtey
Tüdevtey (mongoliska: Түдэвтэй Сум, Түдэвтэй) är ett distrikt i Mongoliet.   Det ligger i provinsen Dzavchan, i den västra delen av landet, 800 km väster om huvudstaden Ulaanbaatar.